# 1990 MF

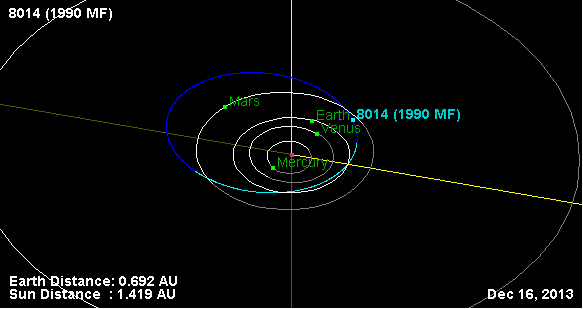
1990 MF

1990 MF är en asteroid i huvudbältet som upptäcktes den 26 juni 1990 av den amerikanska astronomen Eleanor F. Helin vid Palomarobservatoriet.
Asteroiden har en diameter på ungefär 0,7 kilometer och den tillhör asteroidgruppen Apollo.